# Welle: Erdball

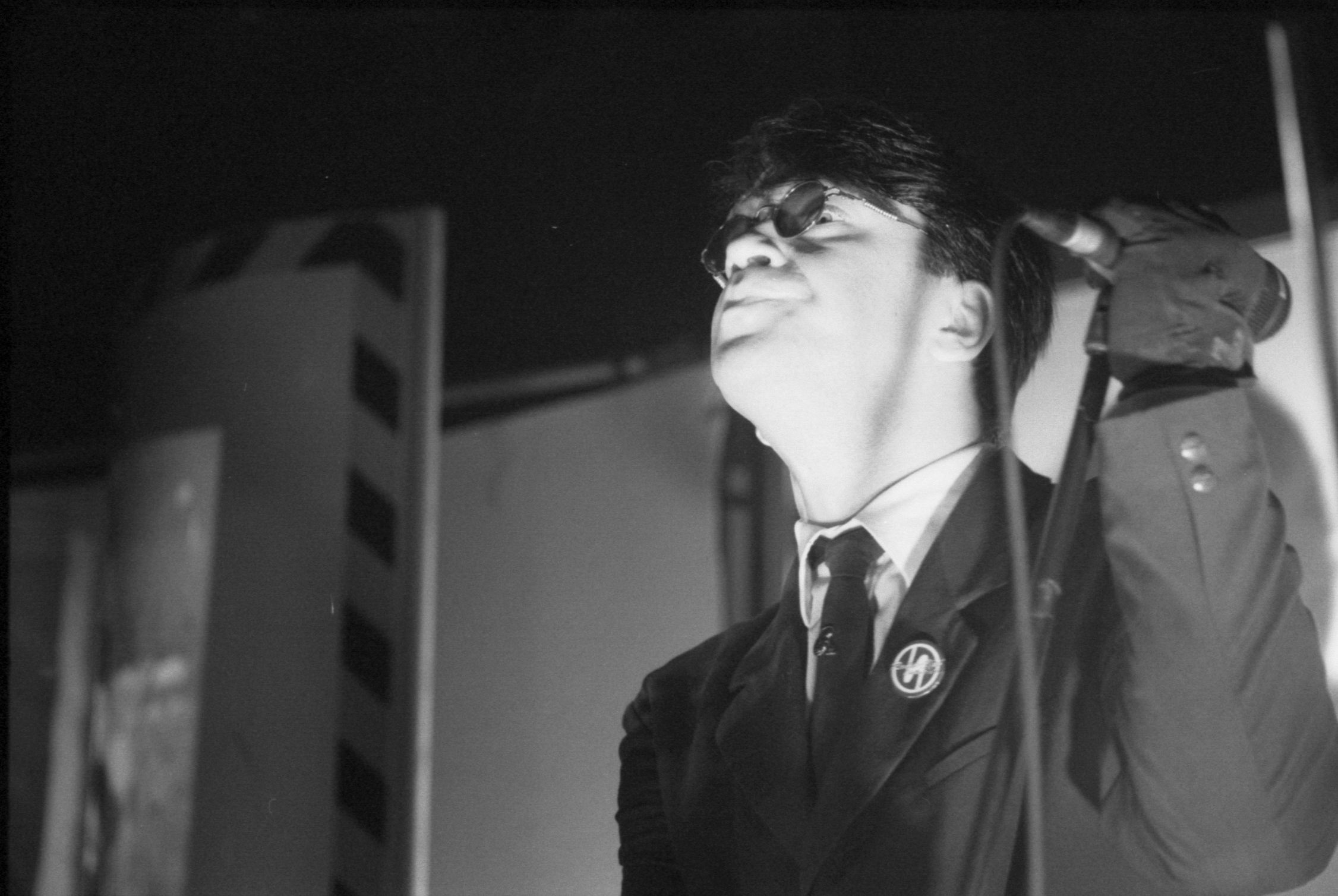
Welle: Erdball à Zurich en décembre 2008

Welle: Erdball (lit. « Fréquence : globe terrestre », souvent abrégé W: E) est un groupe de musique électronique allemand, fondé en 1990, et considéré comme des pionners du bitpop. Sa musique est caractérisée par l'utilisation de la puce MOS du Commodore 64, et rappelle celle de Kraftwerk.
Le nom du groupe vient d'une émission de radio allemande nommée Hallo! Hier Welle Erdball!. Le logo est celui de la marque de voiture Trabant, tourné de π/2. 
Welle: Erdball vient de la demoscene, et a produit des titres sous forme d'exécutables. Ils se sont produits à la Breakpoint 2006.
Les membres de Welle: Erdball se produisent également sous le nom de Das Präparat. Dans ce contexte, Honey et ALF se font appeler « Prof Sternau » et « Dr Georg Linde », respectivement.
Depuis 2016, "Lady Lilla" a remplacé Frl. Plastique.

## Membres

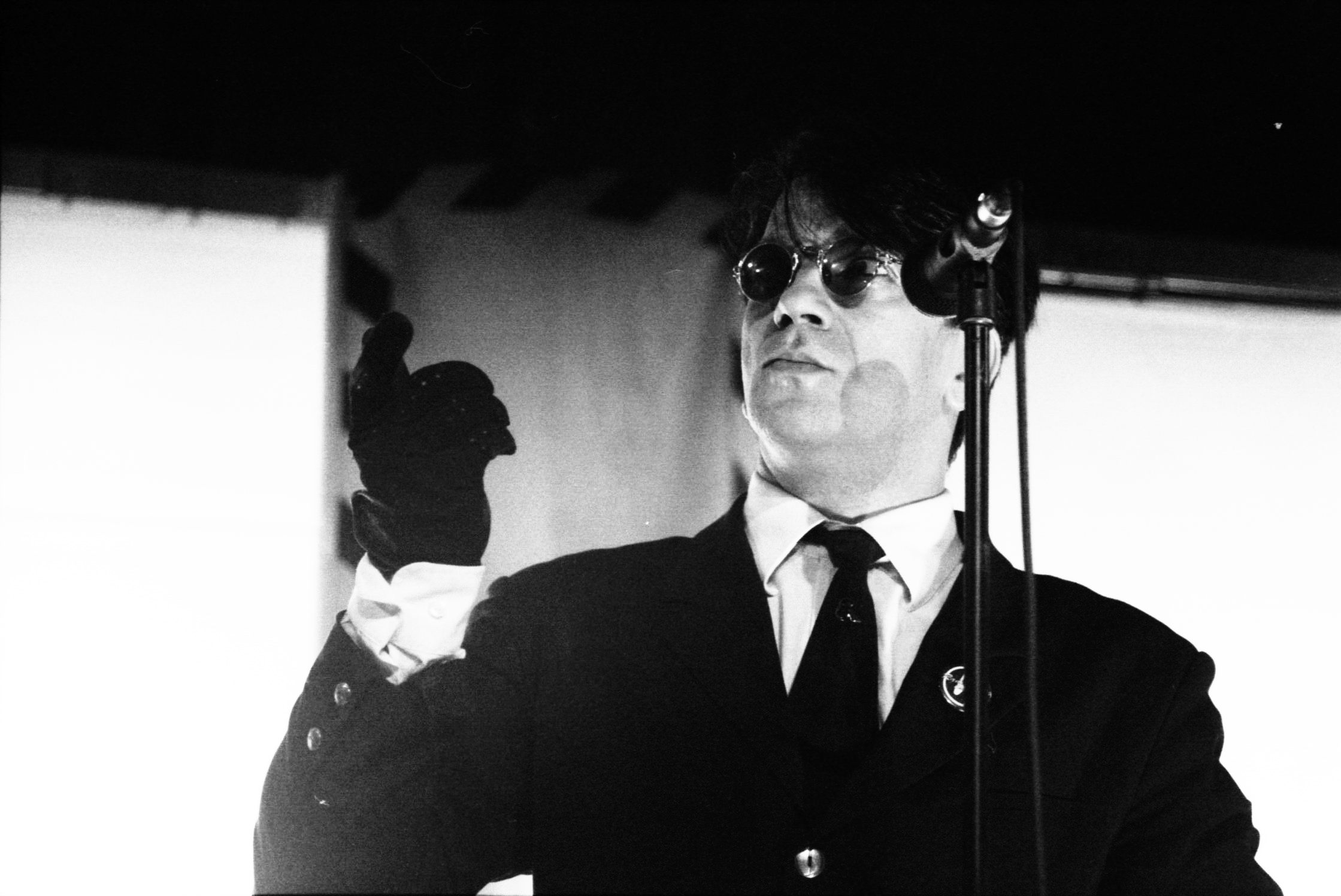
Honey paroles, chant
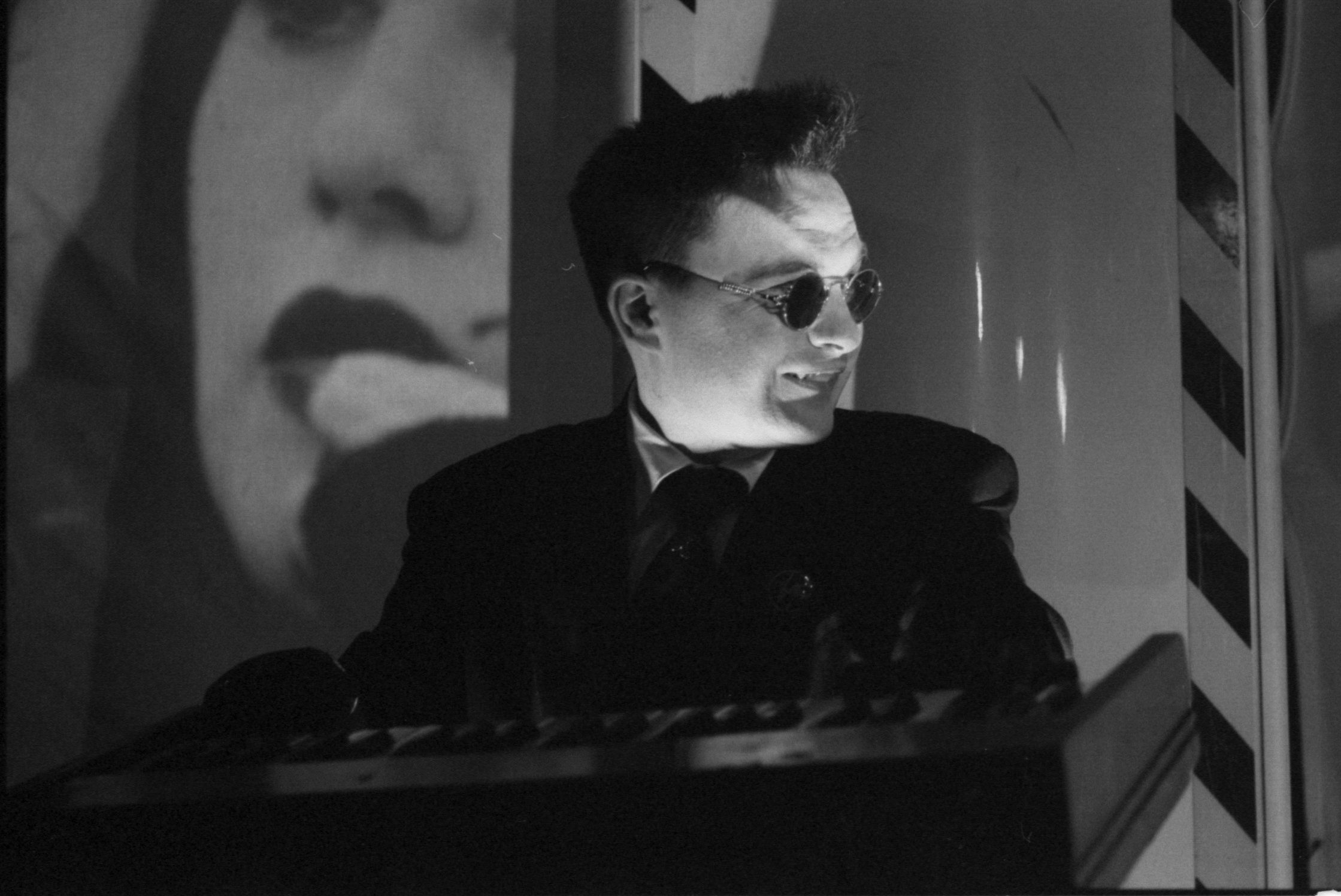
A.L.F. musique, programmation
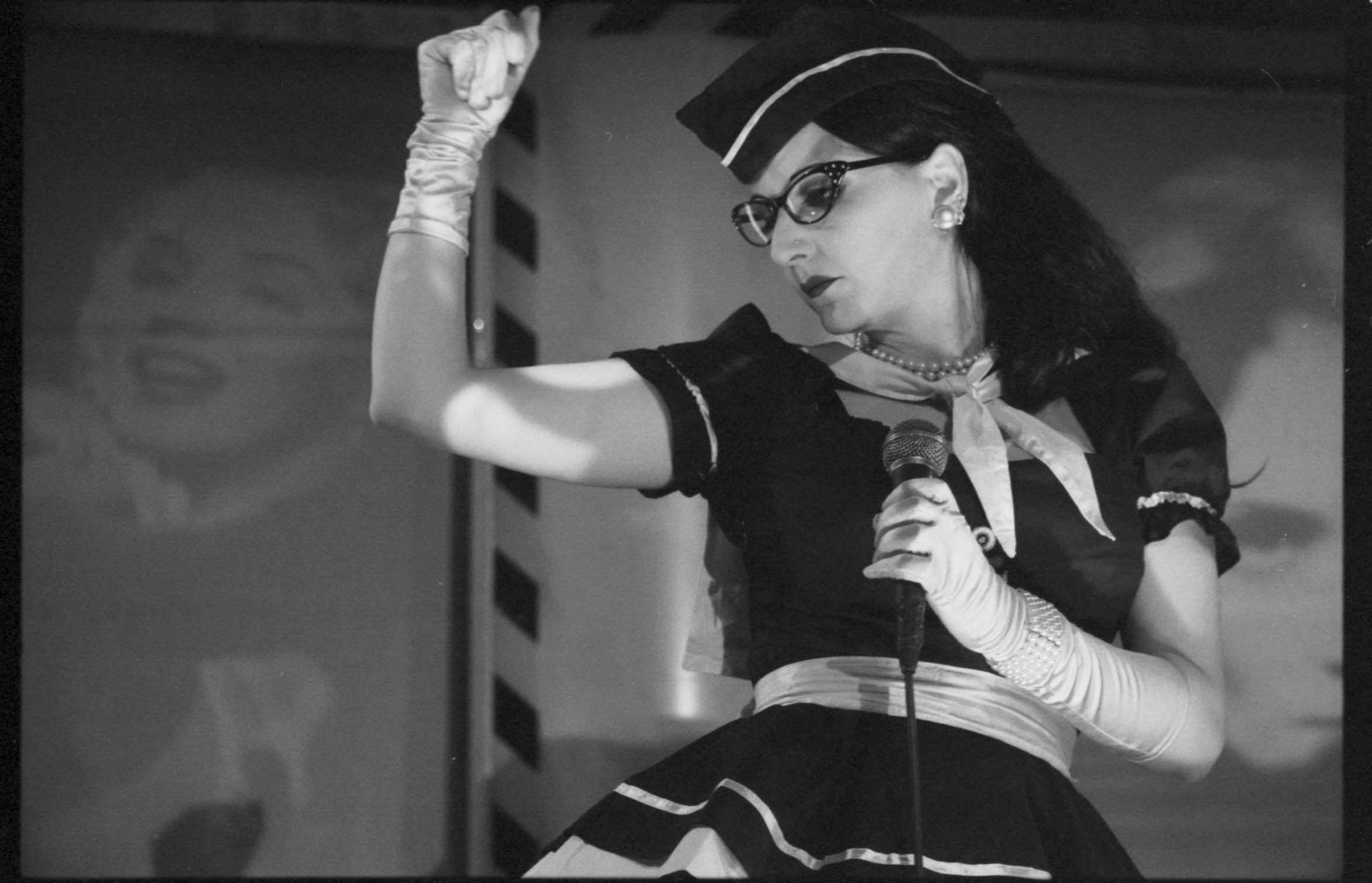
Frl. Venus percussions, chant
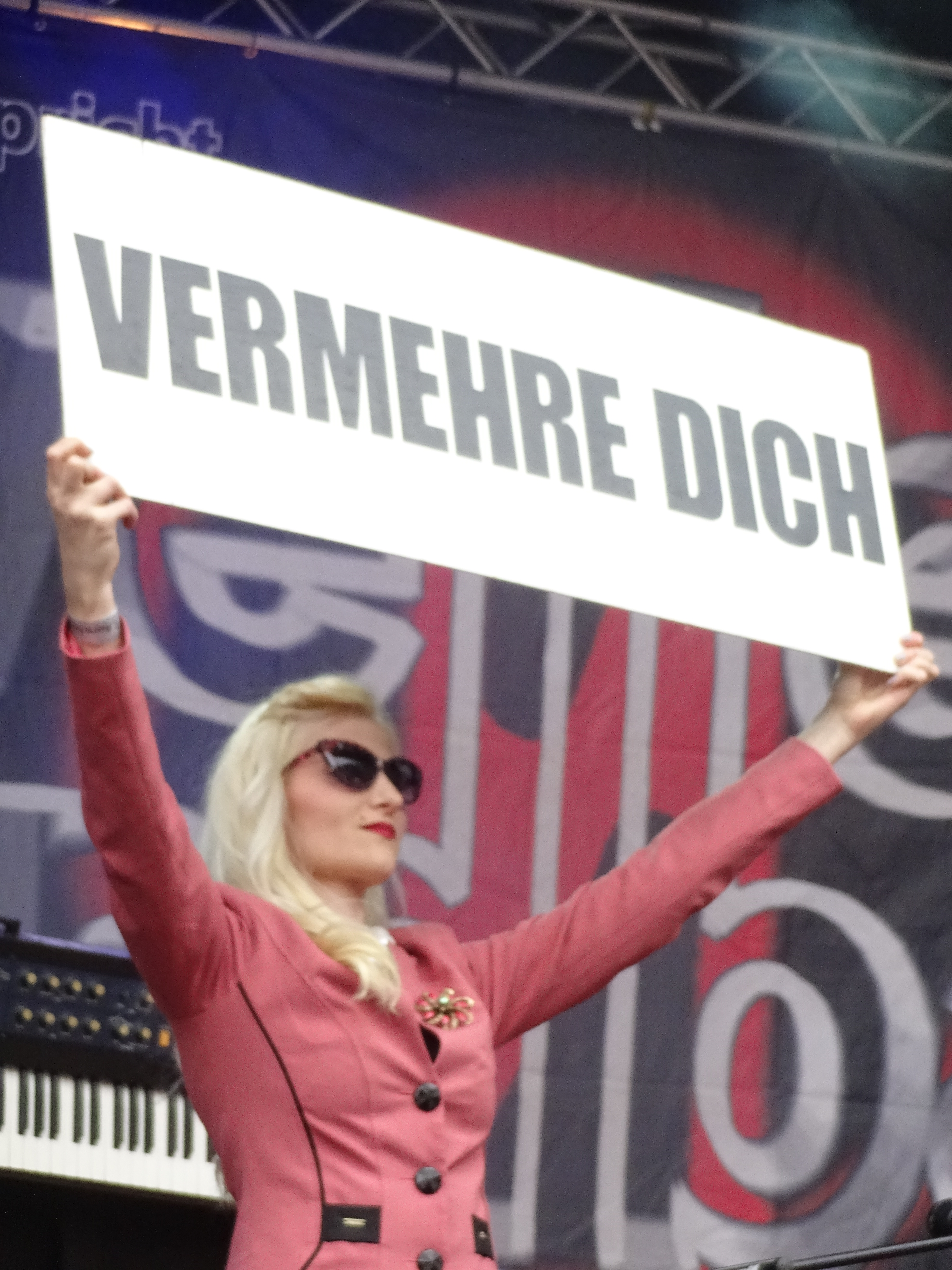
Lady Lilla percussions, chant

### Anciens membres
- Zara - percussions (-2005)
- Soraya.vc - percussions (-2004)
- KayCat - percussions (-2002)
- Xenia G-punkt - percussions
- Plastique - Percussions, Chant

## Discographie

### Albums
- Frontalaufprall (Head-on impact, 1994)
- Alles ist möglich (Everything is possible, 1995)
- Tanzpalast 2000 (Dancing palace 2000, 1996)
- Der Sinn des Lebens (The meaning of life, 1998)
- Die Wunderwelt der Technik (The wonderworld of technology, 2002)
- Chaos Total (2006)

### Compilations
- Die Singles 1993-2010 (Coffret 10 CD) (2010)
- 20 Jahre (1993-2013) (Coffret 2 CD + 1 DVD) (2013)

### Singles et EP
- Nyntändo-Schock (Nyntändo-Shock, 1993)
- W.O.L.F. (1995)
- Deine Augen / Arbeit Adelt! (Your eyes / Work honors!, 1998)
- Starfighter F-104G (2000)
- VW-Käfer & 1000 Tage (VW Käfer and 1000 days, 2001)
- Super 8 (2001)
- Nur Tote frauen sind schön  (Only dead women are beautiful, 2003)
- Horizonterweiterungen (Expansion of the horizon, 2004)
- Die Wunderwelt der Technik - Vinyl (2005)
- Ich bin aus Plastik - Vinyl (2008)
- Ich bin aus Plastik - CD (With extra tracks than Vinyl) (2008)
- Computerklang (Vollversion) - CD (2013)

## Vidéographie
- Operation: Zeitsturm DVD (2009)

### Sous le nom deDas Präparat
- Anatomie CD (2003)
- Tanz Mit Deinem Gefuhl EP (2004)
- Mein Schmerz Tragt Deinen Namen EP (2006)